# Napalm Records
Napalm Records je rakouské hudební vydavatelství zaměřující se na hudební žánry heavy metalu a hard rocku. Vydavatelství bylo založeno v roce 1992 Markusem Riedlerem v rakouském městě Eisenerz. Původně se vydavatelství zaměřilo především na black metal (např. rakouská skupina Abigor) a folk metal (např. Falkenbach a Vintersorg). Později rozšířilo svůj záběr o gothic metal, symfonický metal, power metal, doom metal a elektronický metalcore. Má své vlastní vydavatelství s názvem Iron Avantgarde Publishing.
Na vydaných nahrávkách používá katalogové číslo začínající písmeny NPR.

## Distribuce
- Universal Music Group (Německo, Rakousko, Švýcarsko)
- Alternative Distribution Alliance (Spojené státy)